# Санкт-Ганглофф
Санкт-Ганглофф (нем. St. Gangloff) — община в Германии, в земле Тюрингия. 
Входит в состав района Заале-Хольцланд. Подчиняется управлению Хермсдорф.  Население составляет 1303 человека (на 31 декабря 2010 года). Занимает площадь 9,45 км².

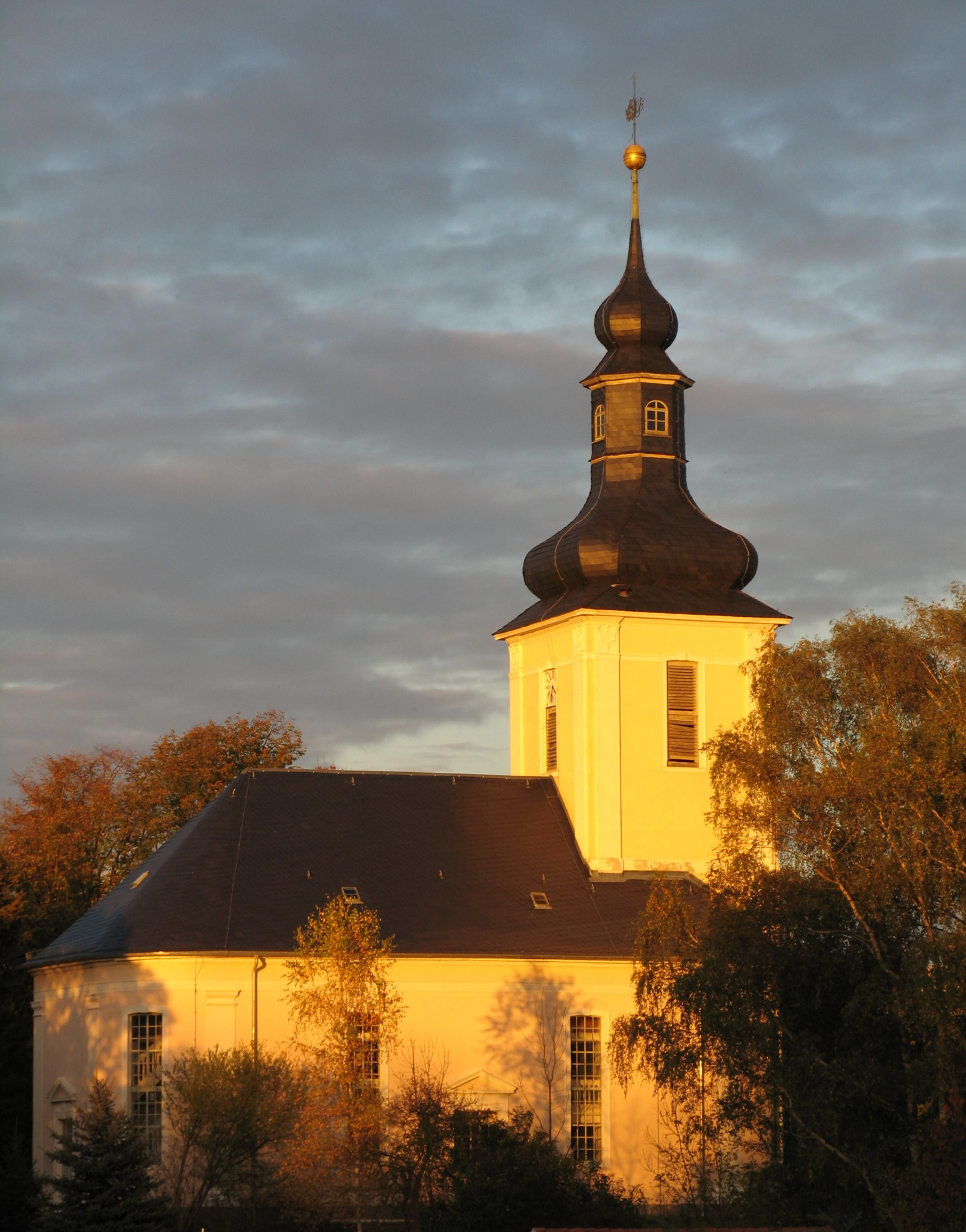
Церковь